# Alicja Żechałko-Czajkowska
Alicja Krystyna Żechałko-Czajkowska (ur. 7 sierpnia 1936 w Wilnie, zm. 9 grudnia 2008) –  polska inżynier, profesor nauk rolniczych.

## Życiorys
W 1968 r. doktoryzowała się na podstawie pracy zatytułowanej Wpływ wybranych pestycydów na skład chemiczny oraz aktywność enzymatyczną jęczmienia i słodu, w 1979 r. habilitowała się za pracę Wpływ niedoborów żywieniowych na toksyczność ołowiu i kadmu. W 1999 r. otrzymała tytuł profesora nauk rolniczych. Była zatrudniona w Katedrze Technologii Rolnej i Przechowalnictwa na Wydziale Nauk o Żywności Uniwersytetu Przyrodniczego we Wrocławiu.

## Odznaczenia i wyróżnienia
- Krzyż Kawalerski Orderu Odrodzenia Polski[1]
- Nagroda Rektora Akademii Medycznej we Wrocławiu[1]
- Nagroda Rektora Akademii Rolniczej we Wrocławiu[1]
- Złoty Krzyż Zasługi[1]